# Mark Scanlon
Mark Scanlon (Sligo, 10 d'octubre de 1980) va ser un ciclista irlandès, professional des del 2003 fin el 2007. Va començar a destacar amb la victòria al Campionat del món júnior en ruta. Posteriorment aconseguí dos campionats nacionals també en ruta.

## Palmarès
- 1998
  -  Campió del món júnior en ruta
  -  Campió d'Irlanda júnior en ruta
- 2000
  - Vencedor de 2 etapes a la Volta a Hokkaidō
- 2001
  - Vencedor d'una etapa del FBD Insurance Rás
- 2002
  -  Campió d'Irlanda en ruta
  - 1r a Les Monts du Lubéron - Trofeu Luc Leblanc
- 2003
  -  Campió d'Irlanda en ruta
  - Vencedor d'una etapa a la Volta a Dinamarca
- 2004
  - 1r al Gran Premi EOS Tallinn
  - 1r al Gran Premi Ühispanga Tartu
- 2005
  - Vencedor d'una etapa del Circuit de les Ardenes

### Resultats al Tour de França
- 2004. 89è de la classificació general

### Resultats al Giro d'Itàlia
- 2006. Abandona (12a etapa)